# FxPro
FxPro Group Ltd — інвестиційна компанія зі штаб-квартирою у Великій Британії. Компанія надає можливість торгівлі контрактами на різницю (CFD), валютами, акціями, ф'ючерсами, енергоносіями та цінними металами роздрібним і інституційним клієнтам. FxPro має представництва в Лондоні і на Кіпрі та регулюється цілою низкою регулюючих органів.

## Історія
FxPro була заснована на Кіпрі в 2006 році Денисом СУхотіним як EuroOrient Securities & Financial Services Ltd. Компанія має представництва в Австрії, Франції, Іспанії та Росії. У 2010 році компанія отримує ліцензію від «Управління з фінансового регулювання і нагляду Великої Британії» (FCA) та згодом відкриває офіс в Лондоні.
В тому ж 2010 році, компанія була відзначена нагородою "Форекс провайдер року" в Financial Times Investors Chronicle Investment Awards 2010.
У 2011 році компанія відкрила офіс в Австралії, проте закрила його в березні 2013 року і перевела цих клієнтів на свої операції на Кіпрі і у Великій Британії після набрання чинності нових правил регулювання капіталу в Австралії.

### Спонсорство

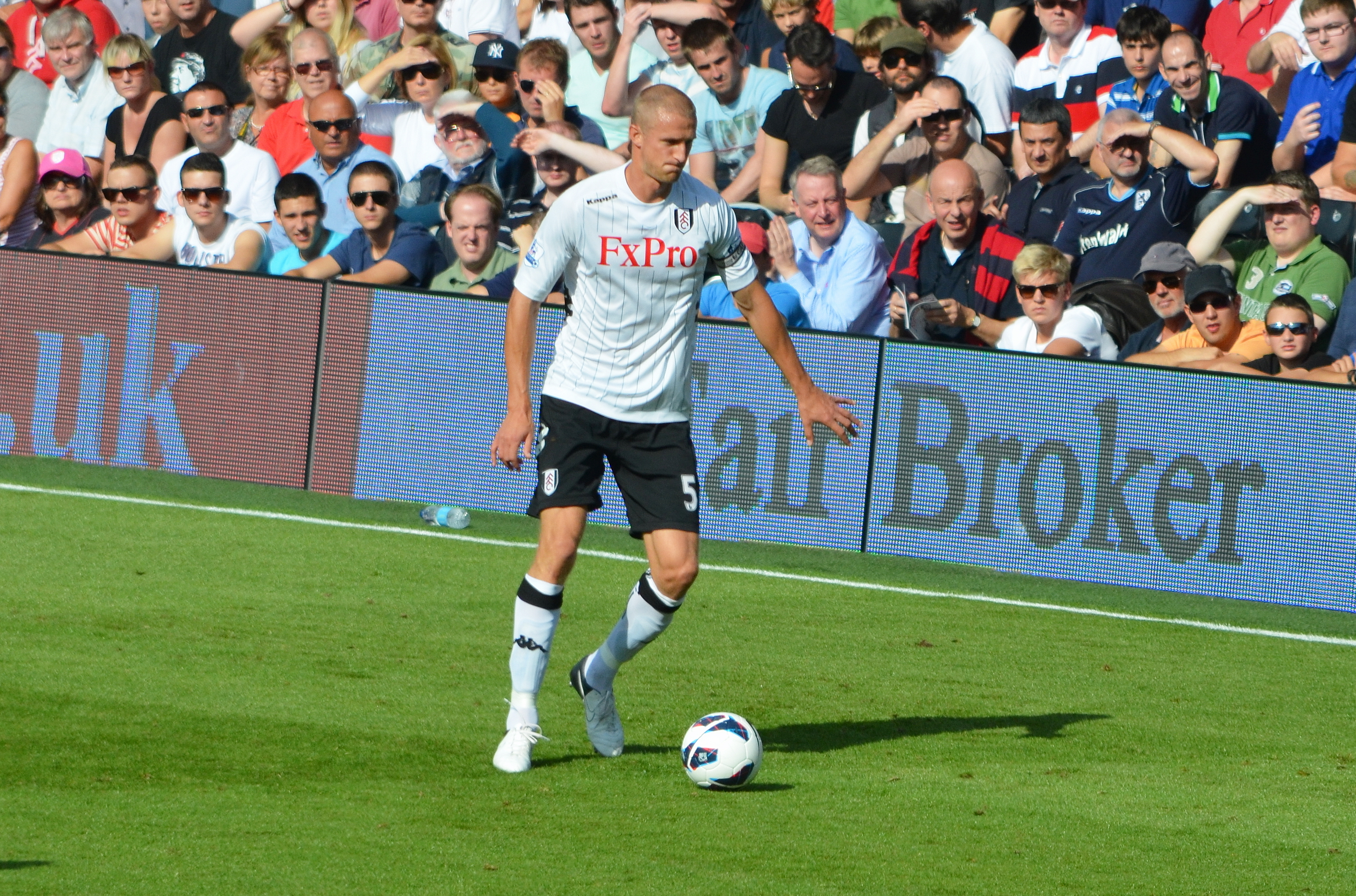
гравець футбольного клубу "Фулгем" із ініціалами компанії, 2012

В червні, 2010 компанія оголосила про спонсорську угоду із футбольним клубом „Фулгем“ терміном на три роки. Того ж місяця FxPro підписала спонсорську угоду із футбольним клубом Астон Вілла терміном на три роки.
У 2018 році компанія стала спонсором McLaren F1 Team.

## Торгові можливості
Компанія надає трейдерам вибір між торговими платформами MetaTrader 4 і cTrader. Клієнти, що використовують платформу MT4 від MetaQuotes Software, також мають опцію web-альтернативи і кілька версій мобільної торгівлі.
З 2013 року компанія займається розробкою алгоритмічної торгівлі в роздрібному секторі. Фірма запустила Quant — рішення для побудови стратегії на базі вебтехнологій для платформи MT4, яке дозволяє користувачам створювати свої власні торгові роботи (звані експертами-консультантами; скорочено „ЕА“) з використанням інтерфейсу перетягування або завантажувати їх з бібліотеки EA компанії. Quant, на відміну від cAlgo, який вимагає знання C#, дозволяє користувачам створювати автоматизовані стратегії з використанням технічних індикаторів і логічних операторів без будь-яких знань в області попереднього кодування.
У жовтні 2013 року FxPro запустила свою власну інвестиційну платформу FxPro SuperTrader, яка дає роздрібним або інституціональним інвесторам можливість розподіляти кошти по ряду торгових стратегій.
У березні 2015 року компанія оголосила про підтримку платформи MetaTrader 5.

## Нормативна інформація
FxPro UK Limited, дочірня компанія FxPro Group Ltd, ліцензується та повністю регулюється "Органом з фінансової поведінки" (Financial Conduct Authority, FCA) в Сполученому Королівстві. До червня 2012 року FxPro UK Limited діяла як представник своєї материнської компанії і не надавала жодних брокерських послуг. Ситуація змінилась, коли компанія оновила свою ліцензію FCA та згодом змогла приймати клієнтів з Великої Британії.
FxPro Financial Services Limited ліцензується і регулюється Комісією з цінних паперів і бірж Кіпру (CySEC). У 2007 році набрала чинності Директива ЄС про ринки фінансових інструментів (MiFID). Це дозволяє фірмам, які регулюються на Кіпрі, надавати інвестиційні послуги в будь-якому місці Європейського Союзу.
Капітал компанії складає  — €100.000.000.